# Walter Giardino Temple
Walter Giardino Temple es el proyecto solista del guitarrista argentino Walter Giardino.

## Historia

### 1998 - 2000
La banda se formó en 1998 tras la disolución de Rata Blanca y el proyecto quedó detenido en el 2000 tras la reunión de esta banda.
El grupo editó un disco también llamado "Temple", con 10 temas, entre los cuales se destacan "Corte Porteño" (el track de difusión), la balada "Azul y Negro", el instrumental "La Danza del Fuego" (que más adelante formara parte también de un sencillo en inglés que sacara Rata Blanca), y "Héroe de la Eternidad", una vieja canción de Rata Blanca.
El baterista Martin Carrizo (ex A.N.I.M.A.L.), deja la banda al poco tiempo de haber grabado el disco para trabajar con Gustavo Cerati, y es reemplazado por Fernando Scarcella.
El disco debut tuvo una buena acogida, fue certificado Disco de Oro y se realizaron varios recitales en el interior del país y en Buenos Aires. Tras algunas discusiones luego de un recital en el que Giardino no dejó que los músicos subieran a tocar "Quemar" (la canción "Burn" del grupo británico Deep Purple), argumentando que estos no lo sabían tocar apropiadamente, estos decidieron abandonar a Giardino y formar la banda "Quemar" (con ironía) con la que editaron un disco. Walter Giardino hizo presentaciones en vivo con el grupo español Mägo de Oz justo después de la partida de los integrantes de Temple. Giardino junto a Scarcella (el único integrante que no se alejó de la banda), incorporan a músicos invitados para realizar algunas funciones en Bs As y el interior del país. Uno de los músicos invitados fue Adrian Barilari (actual cantante de Rata Blanca), con quien dio un show en la disco "Museum", donde presentaron por primera vez la versión acústica de "Mujer Amante" (incluida como bonus en el disco "Grandes Canciones" de Rata Blanca). Luego, a la gira por Sudamérica se le sumaron Hugo Bistolfi en teclados y Guillermo Sánchez en bajo (ambos integrantes de Rata Blanca), lo que dio como resultado la vuelta de Rata Blanca. Gustavo Rowek y Sergio Berdichevsky (los otros integrantes históricos de Rata Blanca) no aceptaron, prefiriendo continuar con su proyecto "Nativo". Debido a esto Giardino decidió reformar la banda convirtiéndola en quinteto, con solo él como guitarrista; a su vez Fernando Scarcella ocupaba el puesto de baterista. En sus últimos recitales como Walter Giardino Temple, la banda había presentado algunos temas nuevos como "Revancha" y "La Gran Batalla" (que al parecer formarán parte de un nuevo disco de Temple a futuro).

### Tributos
En 2010 Rata Blanca hizo presentaciones en inglés teniendo como vocalista invitado al ex-Rainbow Doogie White, éste cantó temas en inglés de Temple como Corte Porteño, Sobre la Raya y Azul y Negro. Muchas personas vieron este evento como uno de Temple más que de Rata Blanca debido a que no se encontraban ni Adrian Barilari ni Hugo Bistolfi (ya sustituido por Danilo Moschen). Doogie comentó que quedó muy impresionado cuando escuchó por primera vez Corte Porteño en 2003 puesto que le pareció escuchar uno de los mejores solos de guitarra que escuchó en su vida. Por igual Graham Bonnet quien hizo un presentación especial con Giardino en diciembre de 2010 (que incluía a Greg Smith como bajista invitado) interpretó varios temas de Temple en inglés. Este mismo año Norberto Rodríguez hizo una serie de presentaciones con su banda Arian llamado "Reviviendo el disco de Temple" donde interpretó todos los temas del disco.

### Regreso
En 2012, Walter Giardino reactiva el proyecto para hacer una gira por Argentina con Joe Lynn Turner, cantando temas de Rainbow y Deep Purple. A su vez los conciertos contarían con un cantante invitado para los temas del disco de Temple. Para la gira contó con Fernando Scarcella en batería, Danilo Moschen en teclados, Pablo Motyczak en bajo y Javier Barrozo como invitado encargado de las voces en español.
En 2016, Walter, nuevamente decide realizar una gira por Argentina, Bolivia, Paraguay y Uruguay junto a Joe Lynn Turner. Los músicos para acompañarlos fueron, Fernando Scarcella en Batería, Pablo Motyczak en bajo, Javier Barrozo como invitado en las voces en español, y Javier Retamozo en teclados, quien fue tecladista de Rata Blanca entre los años 1994 y 1997. En julio de 2017 se anunció que Walter Giardino volvería a escenarios con Temple para realizar una gira con el actual cantante de Rainbow, el chileno Ronnie Romero. La gira constó con más de 15 shows, tocando en escenarios de Chile, Argentina y Europa. Para finalizar estos shows tocaron junto a Rata Blanca en Madrid y Barcelona.

## Integrantes

### Última formación
- Walter Giardino - Guitarra   (1998 - 2000, 2012, 2016 - 2017)
- Fernando Scarcella - Batería (1999 - 2000, 2012, 2016 - 2017)
- Ronnie Romero - Voz Invitada (2017)
- Pablo Motyczak - Bajo (2012, 2016 - 2017)
- Javier Retamozo - Teclados (2016 - 2017)

### Otros
- Norberto Rodríguez - Voz  (1998 - 1999)
- Rubén Trombini- Bajo  (1998 - 1999)
- Pablo Cataña - Teclados  (1998 - 1999)
- Martin Carrizo - Batería  (1998)
- Daniel Leonetti - Bajo  (2000)
- Miguel de Ipola- Teclados  (2000)
- Danilo Moschen - Teclados  (2012)
- Javier Barrozo - Voz (2012, 2016)
- Joe Lynn Turner - Voz en inglés (2012, 2016)
- Adrián Barilari - Voz (2000)

## Discografía
Álbumes de estudio
- Walter Giardino Temple 1998

Sencillos
- «Corte porteño»
- «Walter Giardino»

## Bandas relacionadas
- Rata Blanca
- Rainbow
- Alianza
- Glenn Hughes
- A.N.I.M.A.L.